# Cina delle 18 province

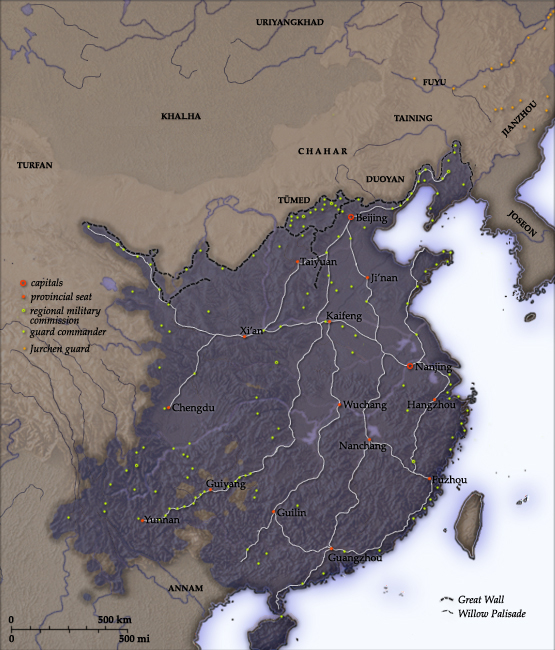
L'estensione approssimativa della Cina durante la tarda dinastia Ming, l'ultima dinastia cinese Han.

L'espressione Cina delle 18 province (Cina storica o, come calco linguistico della corrispondente locuzione inglese, Cina propria)  si riferisce alle regioni storiche della Cina, abitate in maggioranza dal popolo degli Han, cioè da quelle persone che si considerano i "veri" cinesi.
Il termine viene utilizzato in contrapposizione alle province considerate "esterne", dove gli Han sono un gruppo etnico minoritario, e che sono state sottomesse all'Impero Cinese o alla Repubblica Popolare Cinese, quali Xinjiang, Tibet, Manciuria e Mongolia Interna.
La Cina delle 18 province è una zona caratterizzata da pianure, grandi fiumi e agricoltura.

## Origine del concetto
Non è chiaro quando in Occidente sia maturata la distinzione tra la "Cina propria" (China proper), come è indicata in inglese la Cina delle 18 province, e la Cina in senso lato, cioè il territorio controllato dal governo cinese - nella forme che storicamente esso ha assunto. In Cina sembrerebbe che una tale distinzione avrebbe sempre caratterizzato l'esistenza degli Han.
Secondo il politologo Harry Harding, il concetto di "Cina propria" può essere fatto risalire al 1827. Tuttavia, il suo utilizzo risale già al 1795 da parte di William Winterbotham, che divide l'Impero cinese sotto la dinastia Qing in tre parti: la Cina propria, il Tartato cinese e gli Stati tributari. Nel testo adottò le opinioni di Du Halde e Grosier che il concetto di "Cina" fosse nato durante il regno della dinastia Qin, aggiungendo: "La Cina, propriamente detta, [...] si estende da Nord a Sud per otto gradi; mentre la sua estensione da Ovest ad Est è leggermente inferiore [...].".

Tuttavia, per introdurre la "Cina propria", Winterbotham fa riferimento alla "Cina delle 15 province" della dinastia Ming, che la dinastia Qing riformò tra il 1662 e il 1667, quando introdusse il sistema delle 18 province. Se ne potrebbe desumere, quindi, che il concetto della "Cina propria" sia nato tra il 1645 e il 1622.
Il concetto di "Cina propria" è apparso, inoltre, in The Gentleman's Magazine, pubblicato nel 1790, e in The Monthly Review, pubblicato nel 1749.
Nel XIX secolo, la locuzione Cina propria è stata utilizzata qualche volta da funzionari cinesi quando comunicavano in lingue straniere. Per esempio, l'ambasciatore Qing in Gran Bretagna, Zeng Jize, la utilizzò in un articolo in lingua inglese, che pubblicò nel 1887.

## Controversia sul suo uso
Oggi, l'uso del concetto di "Cina propria" è controverso nella stessa Cina, perché l'attuale paradigma non distingue le regioni centrali dalla periferia. In cinese non c'è alcun termine diffusamente utilizzato che corrisponda ad esso.
La posizione ufficiale della Repubblica Popolare Cinese è che territori come Taiwan, lo Xinjiang e il Tibet sono parti integranti della Cina; il concetto quindi di una Cina propriamente detta è evitato, perché potrebbe essere utilizzato per giustificare istanze separatiste. Dall'altra parte, i sostenitori dell'indipendentismo taiwanese, tibetano, uiguro, manciù e degli abitanti della Mongolia interna sostengono tale distinzione, perché vorrebbero chiarire la differenza tra la nazione culturale cinese, la "Cina propria", e l'entità politica. Per loro, la Cina propria è la Cina, mentre le provincie di periferia sono acquisizioni coloniali, piuttosto che parti integranti della Cina stessa.
La locuzione Cina propria è comunque meno controversa da un punto di vista storico ed antropologico, come la terra d'origine storica del popolo cinese.

## Estensione
Non c'è un'estensione univocamente riconosciuta per quella che viene indicata come "Cina propria", dal momento che tale espressione è utilizzata per descrivere il contrasto tra le regioni centrali della Cina e quelle di frontiera da molteplici prospettive: storiche, amministrative, culturali e linguistiche.

### Prospettiva storica

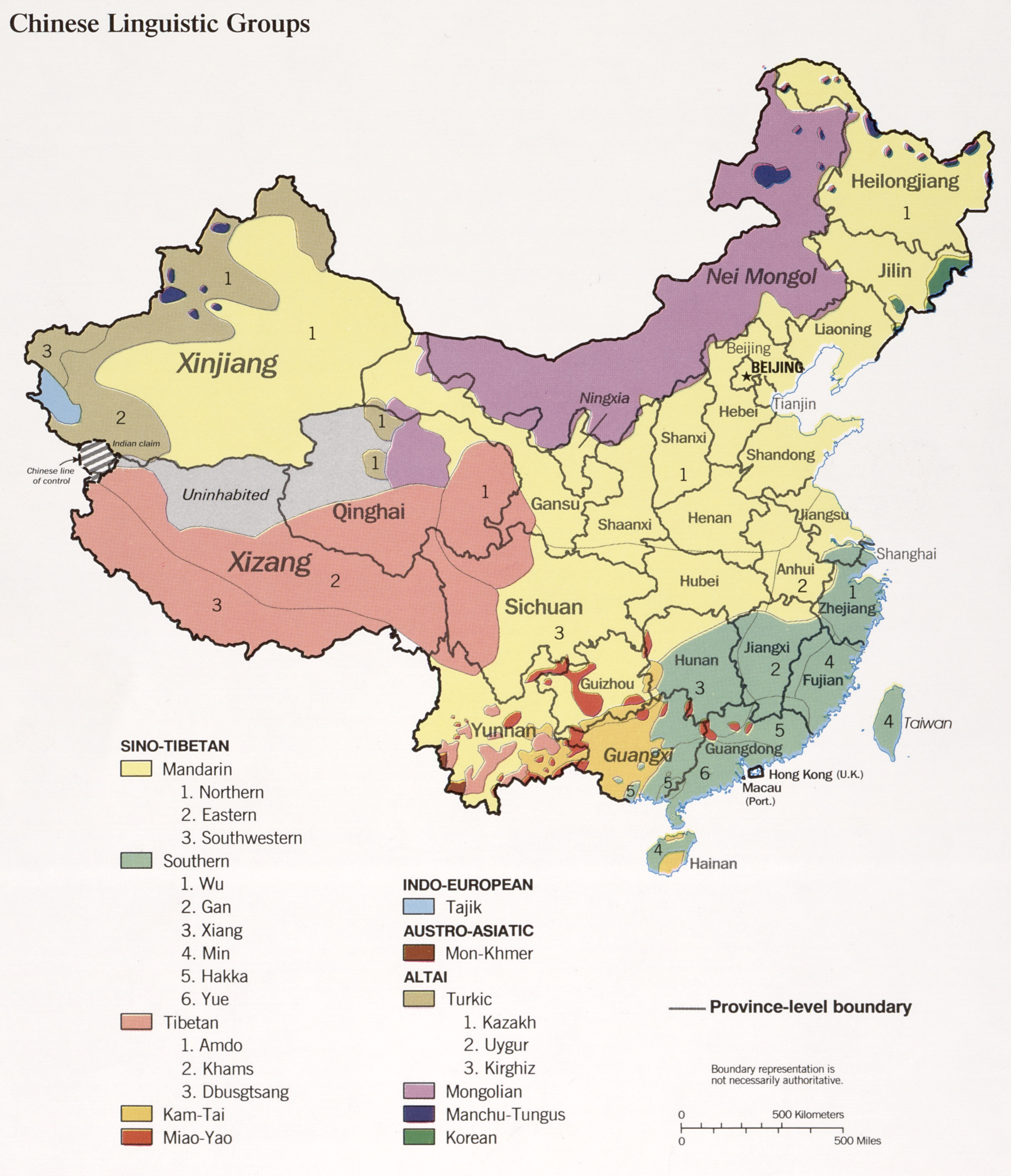
Estensione approssimativa della regione in cui è parlata la lingua cinese, indicata il giallo e verde, all'interno del territorio della Cina e di Taiwan.

Un modo in cui è stata individuata una "Cina propria" è quello di fare riferimento alle antiche dinastie cinesi Han. La civilizzazione cinese si è sviluppata da un nucleo centrale nella porzione settentrionale della pianura cinese e si è espansa verso l'esterno nel corso di diversi millenni, conquistando e assimilando le popolazioni circostanti o venendone conquistata ed influenzata a sua volta. Alcune dinastie, come la dinastia Han e la dinastia Tang, furono particolarmente espansionistiche, estendendo il loro potere fino alle regioni centrali dell'Asia, mentre altre, come la dinastia Jīn e la dinastia Song, furono costrette ad abbandonare la pianura cinese settentrionale stessa agli invasori provenienti dalle regioni nord-orientali e centrali dell'Asia.
La dinastia Ming fu l'ultima dinastia cinese Han e la seconda per durata ad aver governato la Cina. Il territorio da essa governato era suddiviso in quindici entità amministrative, tredici delle quali organizzate come province (cinese: 布政使司; Pinyin: Bùzhèngshǐ Sī) e le restanti due governate direttamente dall'imperatore. Dopo che la dinastia Qing, di origine mancese, ebbe conquistato il Paese, decise di conservare il sistema amministrativo Ming per le aree precedentemente appartenenti a tale dinastia Ming, ma non lo estese agli altri domini appartenenti all'Impero Qing, ovvero Manciuria, Mongolia, Xinjiang (Uyghuristan) e Tibet. Le quindici provincie della dinastia Ming subirono riforme minori che elevarono a diciotto il loro numero. È a queste Diciotto Provincie (一十八行省 Pinyin: Yishiba Xingsheng, or 十八省 Shiba Sheng) che le prime fonti occidentali si riferirono come 'Cina propria'.
Ci sono delle differenze minori tra l'estensione della Cina Ming e quella delle diciotto provincie della Cina Qing: per esempio, la Manciuria era un possesso Ming e parte della provincia Ming dello Shandong; tuttavia, poiché i Mancesi la conquistarono prima della restante parte del territorio Ming, non la considerarono parte delle diciotto provincie quando le istituirono. D'altro canto, Taiwan, un nuovo acquisto territoriale della dinastia Qing, venne annesso al Fujian e quindi inserito nella 'Cina propria'; similmente la parte più esterna del Kham (appartenente al Grande Tibet) fu inserita nello Sichuan e la parte settentrionale della Birmania nello Yunnan.
Verso la fine della dinastia Qing, la corte mancese iniziò ad avvertire le mire espansionistiche dei Paesi confinanti sulle proprie regioni di frontiera: il Giappone ambiva al possesso di Taiwan e della Manciuria, la Russia, invece, aspirava a conquistare vaste regioni della frontiera settentrionale cinese. Conseguentemente, per dare maggiore uniformità allo Stato, il sistema di provincie della 'Cina propria' fu esteso a tutto il territorio governato dalla dinastia Qing. L'isola di Taiwan, separata dal Fujian e divenuta una provincia nel 1885, fu ceduto al Giappone nel 1895. Lo Xinjiang fu elevato a provincia nel 1884. La Manciuria nel 1907 fu divisa in tre province: Fengtian, Jilin e Heilongjiang. Si discuteva di organizzare in provincie il Tibet, la Mongolia interna e la Mongolia esterna, ma la dinastia Qing cadde nel 1912 senza portare a termine il progetto.

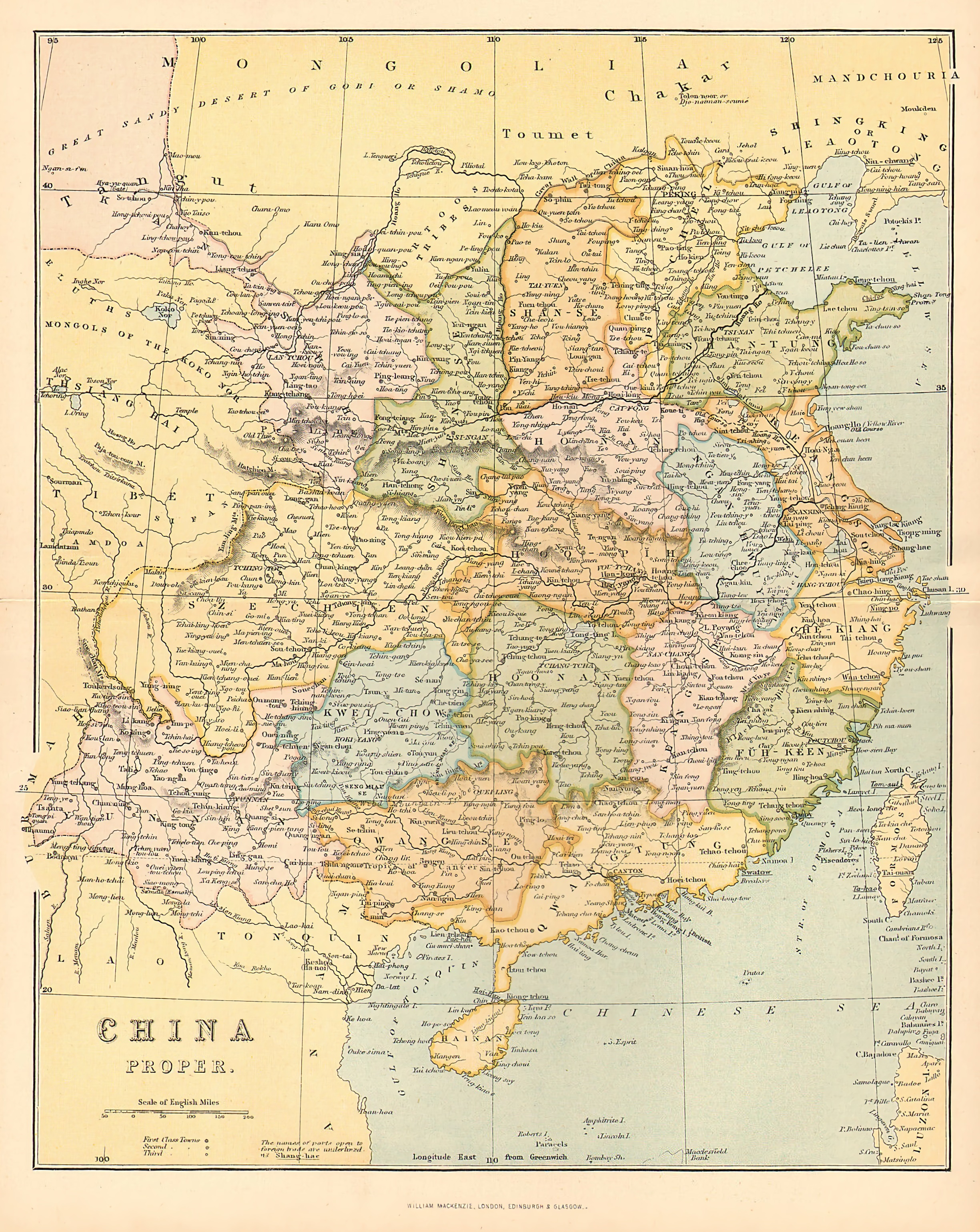
Le diciotto province della Cina nel 1866, prima della separazione di Taiwan dal Fujian nel 1885 e la sua annessione al Giappone nel 1895.

Le Province della Cina della dinastia Qing erano:
| Diciotto province                                                                 | Diciotto province                                                                                                  |
| --------------------------------------------------------------------------------- | --- |
| - Zhili - Henan - Shandong - Shanxi - Shaanxi - Gansu - Hubei - Hunan - Guangdong | - Guangxi - Sichuan - Yunnan - Guizhou - Jiangsu - Jiangxi - Zhejiang - Fujian (incl. Taiwan fino al 1885) - Anhui |
| Province addizionali fondate durante il tardo regno della dinastia Qing           | |
| - Xinjiang - Fengtian - Jilin - Heilongjiang - Taiwan (ceduta nel 1895)           | |

Alcuni rivoluzionari che combatterono contro il governo mancese desideravano stabilire uno stato indipendente entro i confini delle Diciotto Province, come si evince dalla bandiera con diciotto stelle che utilizzarono; altri, che si distinguevano per utilizzare una bandiera a cinque strisce, volevano rimpiazzare l'Impero mancese con una repubblica. Quando l'ultimo imperatore della dinastia Qing abdicò, lasciò il potere alla neonata Repubblica di Cina, che adottò la seconda proposta avanzata dai ribelli. La Repubblica si dotò di una bandiera a cinque strisce, che avrebbe dovuto sottolineare la convivenza pacifica sotto un unico Governo delle cinque razze che abitavano i territori ceduti dalla dinastia Qing: i Cinesi Han, i Manciù, le popolazioni di fede musulmana (gli Uyguri, etc.), i Mongoli ed i Tibetani.
La Repubblica Popolare Cinese, succeduta nel 1949 alla Repubblica di Cina nei territori sul continente asiatico, ha continuato a sostenere legittimo il proprio controllo sugli stessi territori, con l'unica eccezione rappresentata dalla Mongolia. Conseguentemente il concetto di una "Cina propria" è venuto meno, in favore di quello di Cina.
Le diciotto province della dinastia Qing esistono ancora oggi, sebbene i loro confini abbiano subito alcuni mutamenti. Pechino e Tientsin sono state separate dall'Hebei (come è stata rinominato Zhili), Shanghai dallo Jiangsu, Chongqing dallo Sichuan, la regione autonoma di Ningxia dal Gansu e l'Hainan dal Guangdong. Il Guangxi è oggi una regione autonoma della Cina. 
Le province che erano state fondate nel tardo regno dell'Impero Qing sono state mantenute, lo Xinjiang è divenuto una regione autonoma, mentre le tre province mancesi hanno subito variazioni di confine e il Fengtian è stato rinominato Liaoning.
Quando la dinastia Qing cadde, il Tibet e la Mongolia interna ed esterna non erano ancora stati inseriti nella struttura amministrativa della "Cina propria". Le successive Repubbliche (RdC e RPC) hanno cercato di eliminare tale differenza per consolidare il proprio controllo su tali regioni. La Repubblica di Cina riorganizzò la Mongolia interna in province, che la Repubblica Popolare Cinese ha riunito in una regione autonoma.

L'Amdo ed il Kham settentrionale sono stati riorganizzati nello Qinghai dalla Repubblica di Cina, disposizione che la Repubblica Popolare non ha mutato. Il governo dello U-Tsang e del Kham orientale fu affidato al Dalai Lama durante il periodo della Repubblica di Cina (divenendo di fatto indipendenti). La Repubblica Popolare riprese però il controllo del Tibet e nel 1959 il Dalai Lama Tenzin Gyatso dovette fuggire in India. Dal 1965 il Tibet è organizzato come regione autonoma.

Infine, la Mongolia esterna è divenuta indipendente con l'aiuto della Russia, cambiamento che è stato riconosciuto dalla RPC al momento della sua fondazione, essendo allora la Mongolia una Repubblica sorella del blocco sovietico.

### Prospettiva etnica

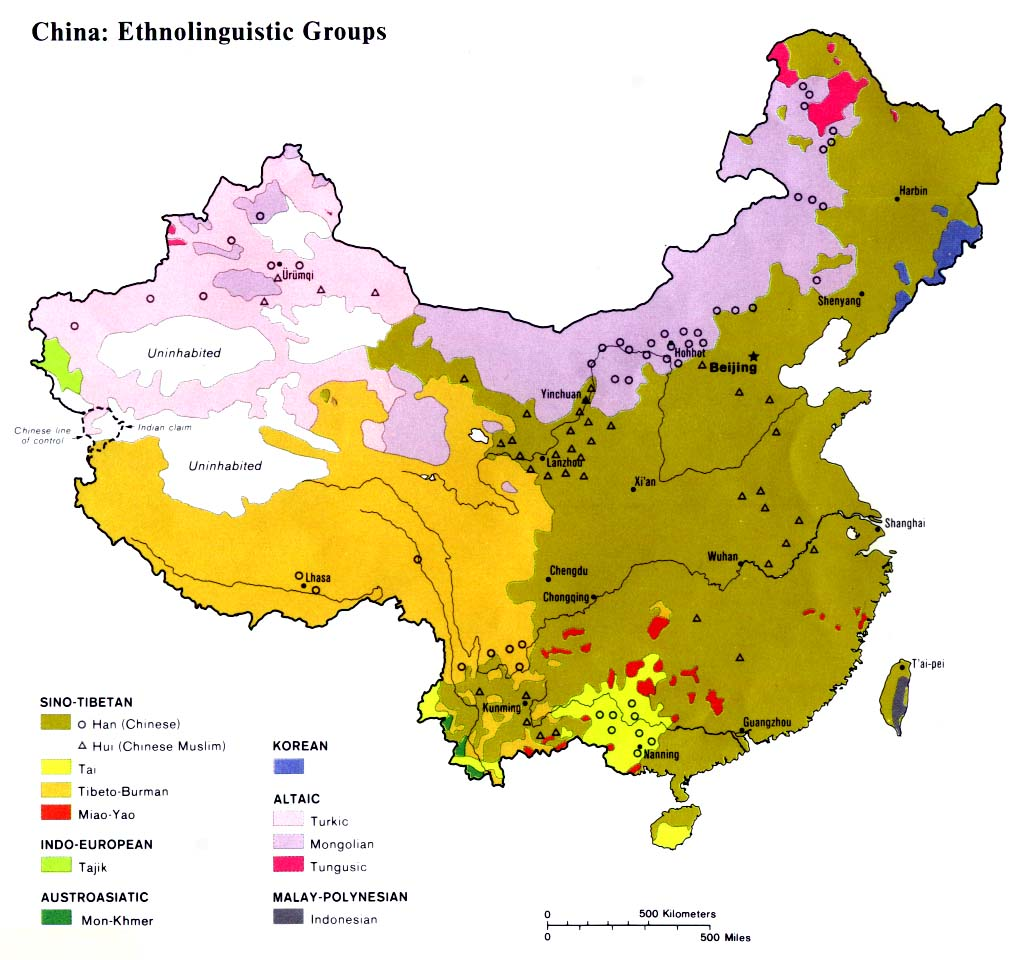
Estensione approssimativa della regione abitata dai Cinesi di etnia Han, indicata in marrone, all'interno del territorio della Cina e di Taiwan. Con i circoletti sono indicate presenze di comunità localizzate al di fuori dell'area principale

La "Cina propria" è spesso associata con la regione abitata dai Cinesi Han, il maggior gruppo etnico del Paese, e con l'estensione della lingua cinese, importante elemento di unificazione dell'etnia Han.
Tuttavia, le regioni odierne abitate dagli Han non corrispondono esattamente con le Diciotto Province della dinastia Qing. La maggior parte della Cina sud-occidentale, come vaste aree nella provincia dello Yunnan, del Guangxi e del Guizhou, è stata parte dell'Impero cinese governato da dinastie Han (e quyindi rientra nella definizione storica del territorio corrispondente alle Diciotto province), tuttavia era ed è tuttora abitata da minoranze etniche non appartenenti all'etnia Han, come gli Zhuang, i Miao ed i Bố Y. D'altra parte, gli abitanti della maggior parte della Manciuria, di gran parte della Mongolia interna, di molte aree dello Xinjiang e di alcune località del Tibet, appartengono alla etnia Han. Non poco di ciò è dovuto all'espansione degli insediamenti Han incoraggiato dai Governi che si sono succeduti nel corso del XX secolo.
Inoltre, l'appartenenza all'etnia Han non è sinonimo di appartenenza al gruppo che parla il cinese. Numerosi gruppi etnici non-Han, come gli Hui e i Manciù, sono essenzialmente monolingua e parlano il cinese, ma non si identificano con gli Han. La lingua cinese stessa è molto complessa e dovrebbe essere descritta come una famiglia di lingue correlate piuttosto che come un unico linguaggio se fosse utilizzato il criterio della mutua intelligibilità per classificare le sue suddivisioni.
Si noti che il 98% della popolazione di Taiwan è classificata ufficialmente come appartenente al gruppo etnico Han, ma l'inclusione di Taiwan nella Cina, anche al di là dell'inclusione nella "Cina propria", è un tema piuttosto controverso.